# Castilleja lasiorhyncha
Castilleja lasiorhyncha là loài thực vật có hoa thuộc họ Cỏ chổi. Loài này được (A.Gray) T.I.Chuang & Heckard mô tả khoa học đầu tiên năm 1991.